# 禿ノ峰
禿ノ峰（はげのみね）は、徳島県三好市に位置する山である。標高854.3m。

## 地理
三好市池田町の北部にあり、吉野川・馬路川・野呂内谷に囲まれる山地の最高峰。雲辺寺山の東方5kmに位置する。
山頂を竜王ノ森と呼び、権現の小祠があり、少し下って天神社がある。またNHK徳島放送局が管理している池田中継局がある。登山道は車道が通じている。
昔、雨乞いが行われたときは、南麓の馬場集落から2人の使者が中津山の中津大権現へ参詣して火種を受けて帰り、その火を用いてこの山で雨乞いをしたといわれる。最後に行われたのは1946年（昭和21年）であった（池田町史）。